# Golden Highway

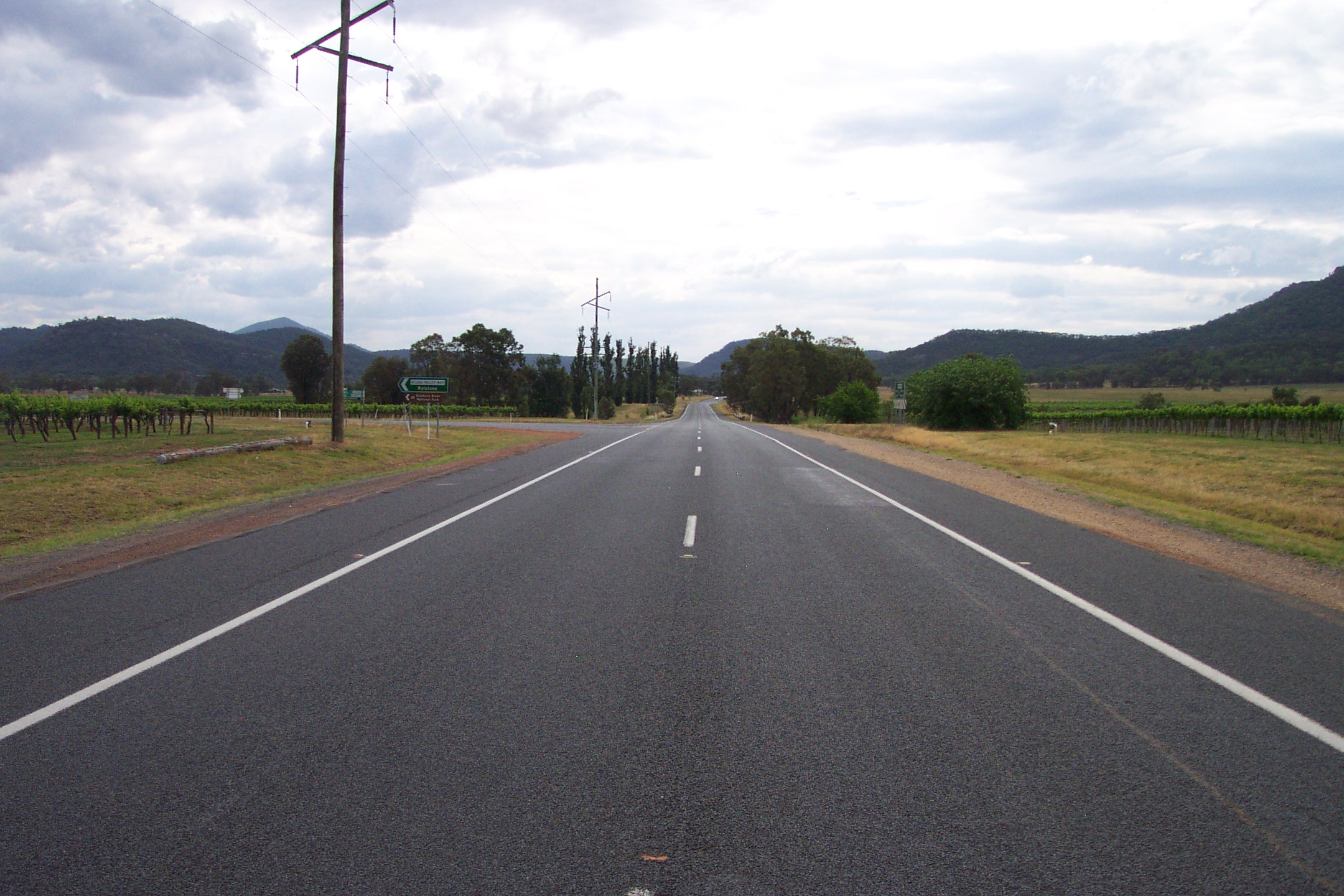
Golden Highway

La Golden Highway est un axe routier long de 314 km en Nouvelle-Galles du Sud, en Australie. 
Nommée officiellement route 84, elle part, à l'est, de Dubbo,de la Castlereagh Highway pour se diriger vers Newcastle sur la côte et permettre de traverser la cordillère australienne sans passer par les Montagnes Bleues. 
La Golden Highway traverse Dunedoo, Merriwa, Sandy Hollow, Denman, Jerrys Plains et Mount Thorley avant de rejoindre la New England Highway à Belford, au sud de Singleton. 
Evitant les Montagnes Bleues, c'est une des routes les plus faciles à utiliser pour, à partir de Sydney, traverser la Cordillère australienne avec une caravane.